# Aisne
Die Aisne [ɛn] ist ein Fluss in Frankreich, im Norden des Landes, der durch die Regionen Grand Est und Hauts-de-France verläuft.

## Geografie
Sie entspringt im Argonnen-Massiv, im Gemeindegebiet von Rembercourt-Sommaisne und entwässert generell in westlicher Richtung. Die Aisne mündet nach rund 356 Kilometern bei Compiègne in die Oise. Die Mündung in die kürzere Oise liegt 99,15 km vor deren Mündung in die Seine. Da die Aisne zusammen mit der am Zusammenfluss längeren Aire einen Fließweg von 362 km hat, ergibt das für das System Oise einen längsten Fließweg von 460 km.

## Durchflossene Départements
- Marne
- Ardennes
- Aisne
- Oise

## Orte an der Aisne
- Sainte-Menehould
- Vouziers
- Rethel
- Soissons
- Compiègne

## Nebenflüsse
| Zufluss von | Name          | Länge km | EZG km² | MQ m³/s | Anmerkung                         |
| ----------- | ------------- | -------- | ------- | ------- | --------------------------------- |
| rechts      | Hardillon     | 16,1     |         |         |                                   |
| links       | Ante          | 26,1     | 113     | 0,9     |                                   |
| links       | Auve          | 20,2     | 211     |         |                                   |
| links       | Bionne        | 15,5     |         |         |                                   |
| rechts      | Biesme        | 28,3     | 95      | 0,9     |                                   |
| links       | Tourbe        | 21,1     |         |         |                                   |
| links       | Dormoise      | 17,2     |         |         |                                   |
| rechts      | Aire          | 124,8    | 1050    | 13,6    | Aisne (unterhalb) + Aire = 360 km |
| links       | Alin          | 16,9     |         |         |                                   |
| rechts      | Fournelle     | 14,8     |         |         |                                   |
| rechts      | Saint-Lambert | 21,1     |         |         |                                   |
| rechts      | Foivre        | 21,8     |         |         |                                   |
| rechts      | Saulces       | 29,5     |         |         |                                   |
| rechts      | Vaux          | 37,7     | 316     | 4,5     |                                   |
| rechts      | Saint-Fergeux | 17,4     |         |         |                                   |
| rechts      | Barres        | 27,9     |         |         |                                   |
| links       | Retourne      | 45,4     | 335     | 1,6     |                                   |
| links       | Suippe        | 81,7     | 837     | 43,0    | liefert 2/3 des Wassers der Aisne |
| rechts      | Miette        | 15,1     |         |         |                                   |
| links       | Vesle         | 139,4    | 1480    | 7,5     |                                   |
| links       | Crise         | 25,8     | 129     | 0,8     |                                   |
| links       | Retz          | 14,6     |         |         |                                   |
| rechts      | Hozien        | 18,5     |         |         |                                   |
| links       | Vandy         | 16,1     |         |         |                                   |

## Schifffahrt
Von der Mündung bis Condé-sur-Aisne ist der Fluss mit Schiffen befahrbar; ab dort wird er vom Canal latéral à l’Aisne bis Vieux-lès-Asfeld, danach vom Canal des Ardennes bis Rilly-sur-Aisne und schließlich vom Canal de Vouziers bis Vouziers begleitet.

## Geschichte

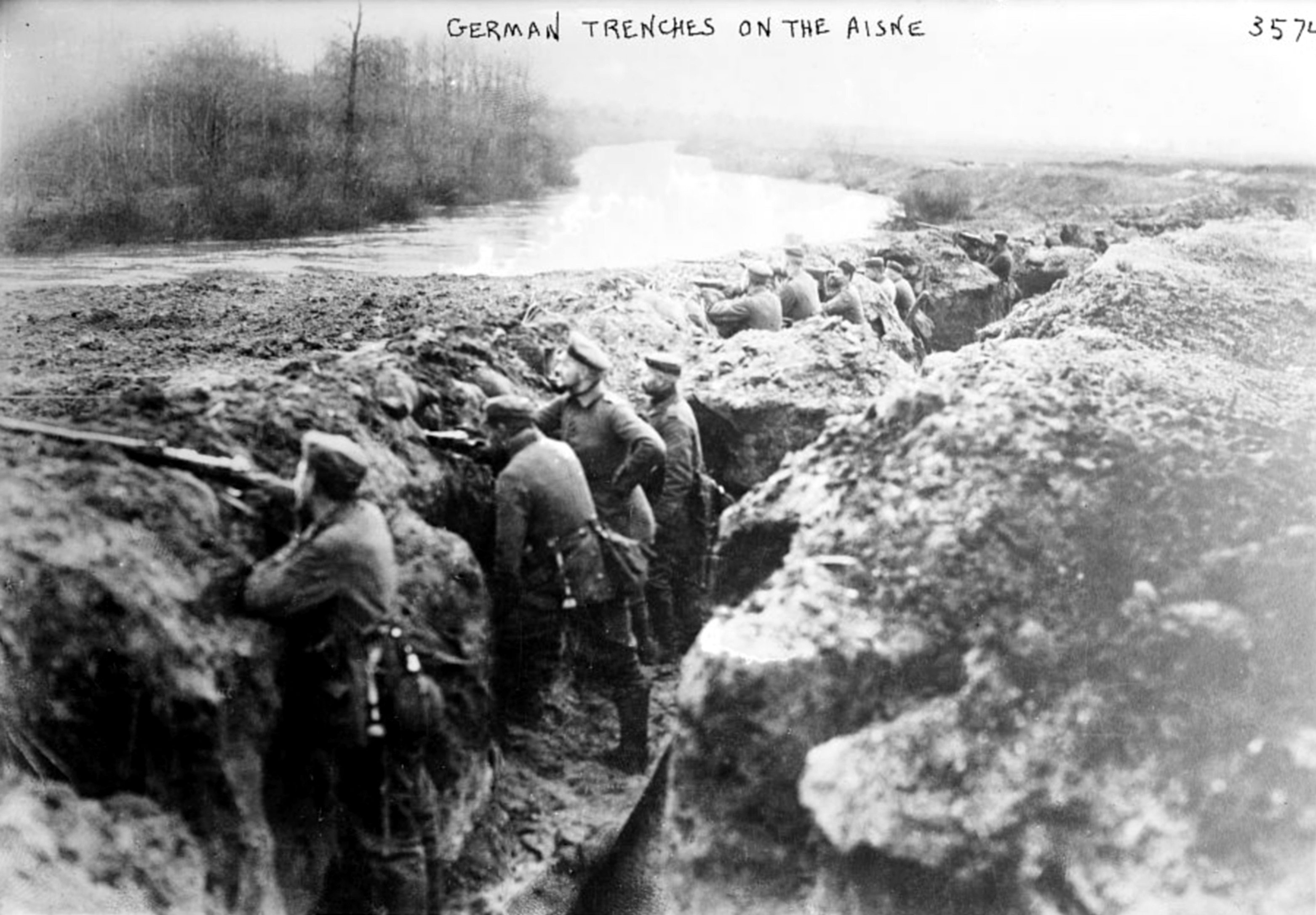
Deutsche Schützengräben an der Aisne zu Beginn des Stellungskriegs 1914

In der Antike wurde der Fluss Axona genannt. Während des gallischen Kriegs besiegte Cäsar in der Schlacht von Axona eine keltische Armee der Belger.
Im Ersten Weltkrieg war die Region an der Aisne heftig umkämpft, besonders im September 1914, während der Schlacht bei Soissons 1915, im Frühjahr 1917 und in den Monaten Mai und Juni 1918. Während des Zweiten Weltkriegs gab es vom 9. bis zum 11. Juni 1940 eine Schlacht an der Aisne. Am 11. Juni 1940 erklärte die französische Regierung Paris zur offenen Stadt. Damit zeichnete sich ein schnelles Ende des Westfeldzuges ab. Marschall Pétain bat ab 17. Juni um einen Waffenstillstand. Der Waffenstillstand von Compiègne (de facto eine Kapitulation) wurde am 22. Juni 1940 unterschrieben.